# Ateuchosaurini
Ateuchosaurini – monotypowe plemię jaszczurek z podrodziny Lygosominae w obrębie rodziny scynkowatych (Scincidae).

## Zasięg występowania
Plemię obejmuje gatunki występujące w Chinach, Wietnamie i Japonii.

## Systematyka
Rodzaj Ateuchosaurus zdefiniował w 1845 roku angielski zoolog John Edward Gray w publikacji własnego autorstwa poświęconej spisowi jaszczurek ze zbiorów Muzeum Brytyjskiego. Gatunkiem typowym jest (oznaczenie monotypowe) Ateuchosaurus chinensis.  Status rodzaju Ateuchosaurus nie jest pewny, bywa on wydzielany do monotypowej podrodziny Ateuchosaurinae, czasem podnoszonej do rangi rodziny (Ateuchosauridae); Shea (2021) i The Reptile Database (2024) zalicza go do monotypowego plemienia Ateuchosaurini w obrębie podrodziny Lygosominae. 

### Etymologia
- Ateuchosaurus: gr. ἀτευχης ateukhēs ‘nieuzbrojony’[8]; σαυρος sauros ‘jaszczurka’[9].
- Lygosaurus: gr. λυγος lugos ‘giętka gałązka’[10]; σαυρος sauros ‘jaszczurka’[9]. Gatunek typowy (oznaczenie monotypowe): Lygosaurus pellopleurus Hallowell, 1861.

### Podział systematyczny
Do plemienia należy jeden rodzaj z następującymi gatunkami:
- Ateuchosaurus chinensis Gray, 1845
- Ateuchosaurus okinavensis (Thompson, 1912)
- Ateuchosaurus pellopleurus (Hallowell, 1861)